# Эукра
Эукра (норв. Aukra) — коммуна в губернии Мёре-ог-Ромсдал в Норвегии. Административный центр коммуны — город Эукра. Официальный язык коммуны — нюнорск. Население коммуны на год составляло 3174 чел. Площадь коммуны Эукра — 58,78 км², код-идентификатор — 1547.

## История населения коммуны
Население коммуны за последние 60 лет.

Статистика коммуны Эукра